# Cố Luân Công chúa
Cố Luân Công chúa (giản thể: 固伦公主, phồn thể: 固倫公主, tiếng Mãn: ᡤᡠᡵᡠᠨ ‍ᡳ
 ᡤᡠᠩᠵᡠ, Möllendorff: gurun i gungju, đại từ điển: gurun i gungzhu, Abkai: gurun-i gungju) là một phong hào của con gái hoàng đế nhà Thanh. Trong tiếng Mãn, "Cố Luân" có nghĩa là "thiên hạ".

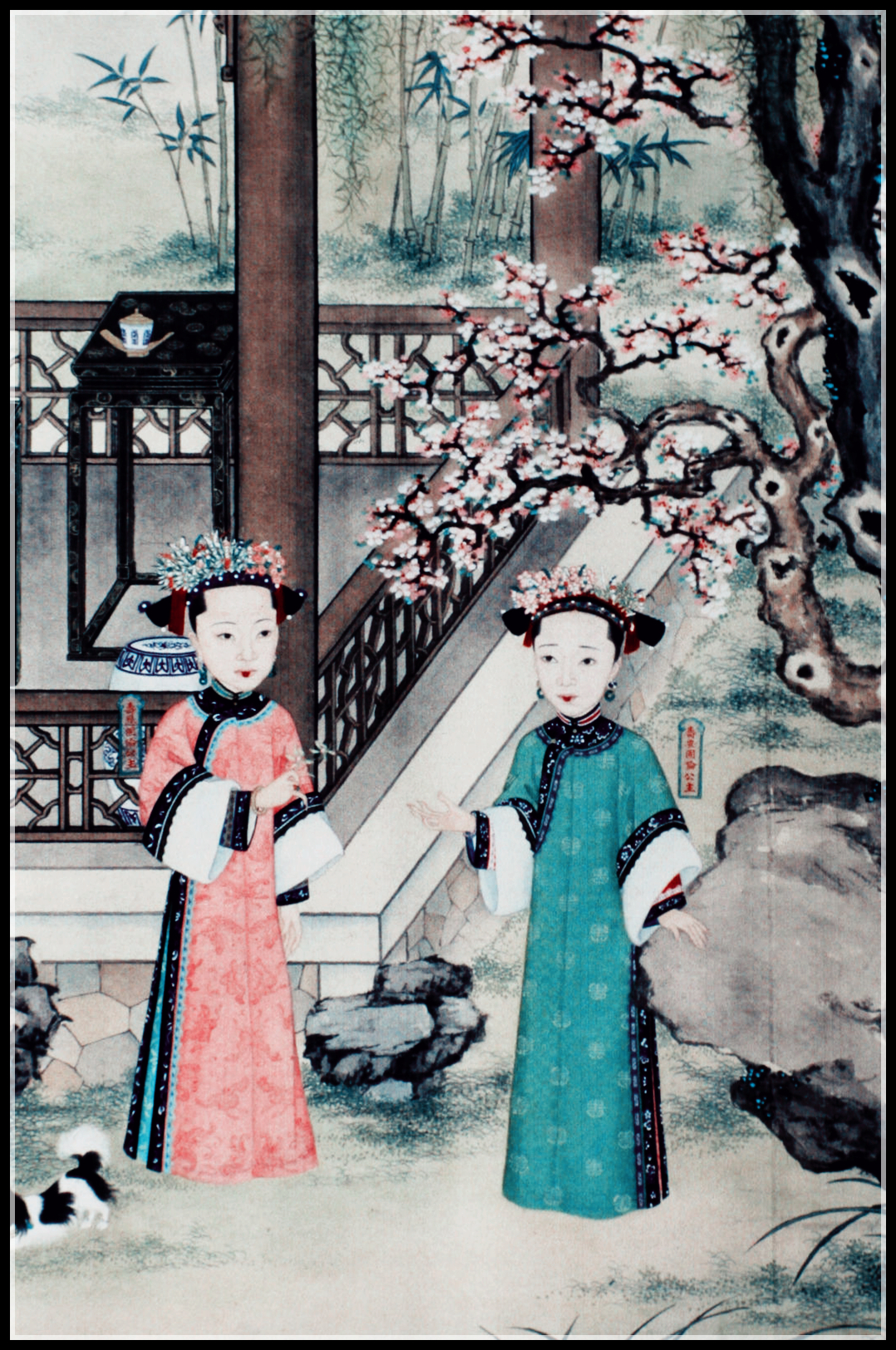
Cố Luân Thọ An Công chúa và Cố Luân Thọ Ân Công chúa - con gái của Đạo Quang Đế.

Vào thời nhà Hậu Kim, các hoàng nữ và con gái nhà tôn thất đều được gọi chung là Cách cách, sau khi Hoàng Thái Cực lập nên nhà Thanh năm 1636, ông phỏng theo chế độ quý tộc nhà Minh, con gái của hoàng đế bắt đầu được gọi là "Công chúa", đồng thời quy định con gái của hoàng hậu (tức trung cung) được phong là "Cố Luân Công chúa", con gái của phi tần được phong là "Hòa Thạc Công chúa"; con gái của thân vương được xưng là "Hòa Thạc cách cách" (quận chúa), con gái quận vương xưng là "Đa La cách cách" (huyện chúa).
Cố Luân Công chúa tuy là phong hào mà con gái của hoàng hậu được hưởng, nhưng cũng không thiếu con gái của phi tần, thân vương hoặc tôn thất được phá cách gia phong làm Cố Luân Công chúa, ví dụ: con gái thứ mười của Khang Hi là Hòa Thạc Thuần Khác Công chúa sau khi qua đời nhiều năm, nhờ vào quân công của trượng phu là Sách Lăng nên được Ung Chính truy phong làm Cố Luân Công chúa. Nhưng phần nhiều những hoàng nữ, con gái Thân vương, Tông thất được đặc cách gia phong là do bản thân hoặc mẹ đẻ được sủng ái, ví dụ: con gái thứ mười của Càn Long là Cố Luân Hòa Hiếu công chúa, vốn là con của phi tần, nhưng lại được Càn Long đặc biệt sủng ái nên được phá cách phong làm Cố Luân Công chúa; con gái duy nhất của Hàm Phong là Cố Luân Vinh An công chúa, vốn cũng là con gái phi tần, nhưng được lưỡng cung Hoàng thái hậu (Từ An và Từ Hi) gia ân mà được đặc cách phong làm Cố Luân Công chúa.

## Các vị Cố Luân Công chúa
- Thanh Thái Tổ
  - Đoan Trang Cố Luân Công chúa (端莊固倫公主), mẹ là Nguyên phi Đông Giai thị.

- Thanh Thái Tông
  - Cố Luân Ngao Hán Công chúa (固倫敖漢公主), mẹ là Kế phi Ô Lạt Na Lạp thị.
  - Cố Luân Ôn Trang Trưởng Công chúa (固倫溫莊長公主), mẹ là Hiếu Đoan Văn Hoàng hậu.
  - Cố Luân Tĩnh Đoan Trưởng Công chúa (固倫端靖長公主), mẹ là Hiếu Đoan Văn Hoàng hậu.
  - Cố Luân Ung Mục Trưởng Công chúa (固倫雍穆長公主), mẹ là Hiếu Trang Văn Hoàng hậu.
  - Cố Luân Thục Tuệ Trưởng Công chúa (固倫淑慧長公主), mẹ là Hiếu Trang Văn Hoàng hậu.
  - Cố Luân Công chúa (固倫公主), mẹ là Kế phi Nữu Hỗ Lộc thị.
  - Cố Luân Đoan Hiến Trưởng Công chúa (固倫端獻長公主), mẹ là Hiếu Trang Văn Hoàng hậu.
  - Cố Luân Đoan Trinh Trưởng Công chúa (固倫端貞長公主), mẹ là Hiếu Đoan Văn Hoàng hậu.
  - Cố Luân Đoan Thuận Trưởng Công chúa (固倫端順長公主), mẹ là Ý Tĩnh Đại Quý phi.

- Thanh Thế Tổ
  - Cố Luân Đoan Mẫn Công chúa (固倫端敏公主), con nuôi, cha là Giản Thuần Thân vương Tế Độ, mẹ là Đích phúc tấn Bác Nhĩ Tế Cát Đặc thị.

- Thanh Thái Tổ
  - Cố Luân Thuần Hi Công chúa (固伦纯禧公主), con nuôi, cha là Cung Thân vương Thường Ninh , mẹ là Thứ phúc tấn Tấn thị.
  - Cố Luân Vinh Hiến Công chúa (固伦荣宪公主), mẹ là Vinh phi Mã Giai thị.
  - Cố Luân Khác Tĩnh Công chúa (固伦恪靖公主), mẹ là Quý nhân Quách Lạc La thị.
  - Cố Luân Ôn Hiến Công chúa (固伦温宪公主), mẹ là Hiếu Cung Nhân Hoàng hậu. Vốn thụ phong Hoà Thạc Ôn Hiến Công chúa, sau được Ung Chính Đế truy phong Cố Luân Công chúa.
  - Cố Luân Thuần Khác Công chúa (固伦纯悫公主), mẹ là Thông tần Na Lạp thị.

- Thanh Cao Tông
  - Cố Luân Hòa Kính Công chúa (固倫和敬公主), mẹ là Hiếu Hiền Thuần Hoàng hậu.
  -  Cố Luân Hòa Tĩnh Công chúa (固伦和静公主), mẹ là Hiếu Nghi Thuần Hoàng hậu.
  - Cố Luân Hoà Hiếu Công chúa ( 固倫和孝公主), mẹ là Đôn phi Uông thị.

- Thanh Nhân Tông
  - Cố Luân Trang Tĩnh Công chúa (固伦莊静公主), mẹ là Hiếu Thục Duệ Hoàng hậu.
  - Cố Luân Tuệ Mẫn Công chúa (固伦慧愍公主), mẹ là Cung Thuận Hoàng quý phi.

- Thanh Tuyên Tông
(Từ năm 1844, Đạo Quang Đế quy định rằng về sau khi xưng hô Công chúa, phong hiệu viết ở đằng trước, "Hòa Thạc" viết ở sau và chỉ ngay trước hai chữ Công chúa)
  - Đoan Mẫn Cố Luân Công chúa (端憫固倫公主), mẹ là Hiếu Thận Thành Hoàng hậu.
  - Đoan Thuận Cố Luân Công chúa (端順固倫公主), mẹ là Hiếu Toàn Thành Hoàng hậu.
  - Thọ An Cố Luân Công chúa (壽安固倫公主), mẹ là Hiếu Toàn Thành Hoàng hậu.
  - Thọ Ân Cố Luân Công chúa (壽恩固倫公主), mẹ là Hiếu Tĩnh Thành Hoàng hậu.
  - Thọ Trang Cố Luân Công chúa (壽莊固倫公主), mẹ là Trang Thuận Hoàng quý phi.

- Thanh Văn Tông
  - Vinh An Cố Luân Công chúa (栄安固倫公主), mẹ là Trang Tĩnh Hoàng quý phi.
  - Vinh Thọ Cố Luân Công chúa (榮壽固倫公主), con nuôi, cha là Cung Trung Thân vương Dịch Hân, mẹ là Đích phúc tấn Qua Nhĩ Giai thị.